# Hugo van Roon
Hugo van Roon was een Scheveningse visser. Toen de Tweede Wereldoorlog uitbrak, vluchtte hij met zes andere Scheveningse vissersjongens met een garnalenvlet naar Engeland om zich aan te sluiten bij de geallieerden. 

## Oorlogsjaren
Scheveningse Engelandvaarders 16 maart 1941
Op zondagavond 16 maart 1941 kwamen zeven Scheveningse vissersjongens: Hugo van Roon, Leen Bruin, Rinus de Heijer, Krijn Kleijn, Jacob de Reus, Jacob Vrolijk en Henk Westerduin bijeen in het café Leen de Mos in de Keizerstraat te Scheveningen met de bedoeling via de Noordzee naar Engeland te vluchten. Vandaar liepen ze naar de Tweede Haven waar de garnalenvlet KW 96 'Anna' lag afgemeerd. Onder de ogen van Duitse schildwachten  peddelden ze met plankjes de haven uit. De mast van de vlet, die een stukje boven de kade uitstak, werd door de schildwachten niet opgemerkt. Tussen de havenhoofden startte Krijn Kleijn de motor en kon hij voorkomen  dat de vlet op de rotsen van het havenhoofd terecht kwam. De klok van de Oude Kerk in de Keizerstraat sloeg twaalf uur middernacht toen de vlet open zee koos. De volgende dag werd de ontsnapping door de Duitsers ontdekt. De vader van vluchter Leen Bruin, die schipper was op de reddingsboot, kreeg van de Duitsers het bevel om de vluchters terug te halen. 
Nadat Hugo van Roon 18 uur aan het roer had  gezeten werden ze door het Engelse marineschip Hr. Ms. Pytchley opgepikt. Die bracht hen naar Schotland waar ze werden verhoord. Vervolgens werden ze, onder begeleiding, met de trein naar Londen gebracht. Henk Westerduin moest worden opgenomen in een ziekenhuis in het Schotse plaatsje Rosyth. 
Kort daarna werden ze door koningin Wilhelmina ontvangen. Ze werden door twee auto's opgehaald waarin prins Bernhard en premier Gerbrandy zaten. De zeven Scheveningse vissersjongens werden allen bij de Koninklijke Marine ingescheept.

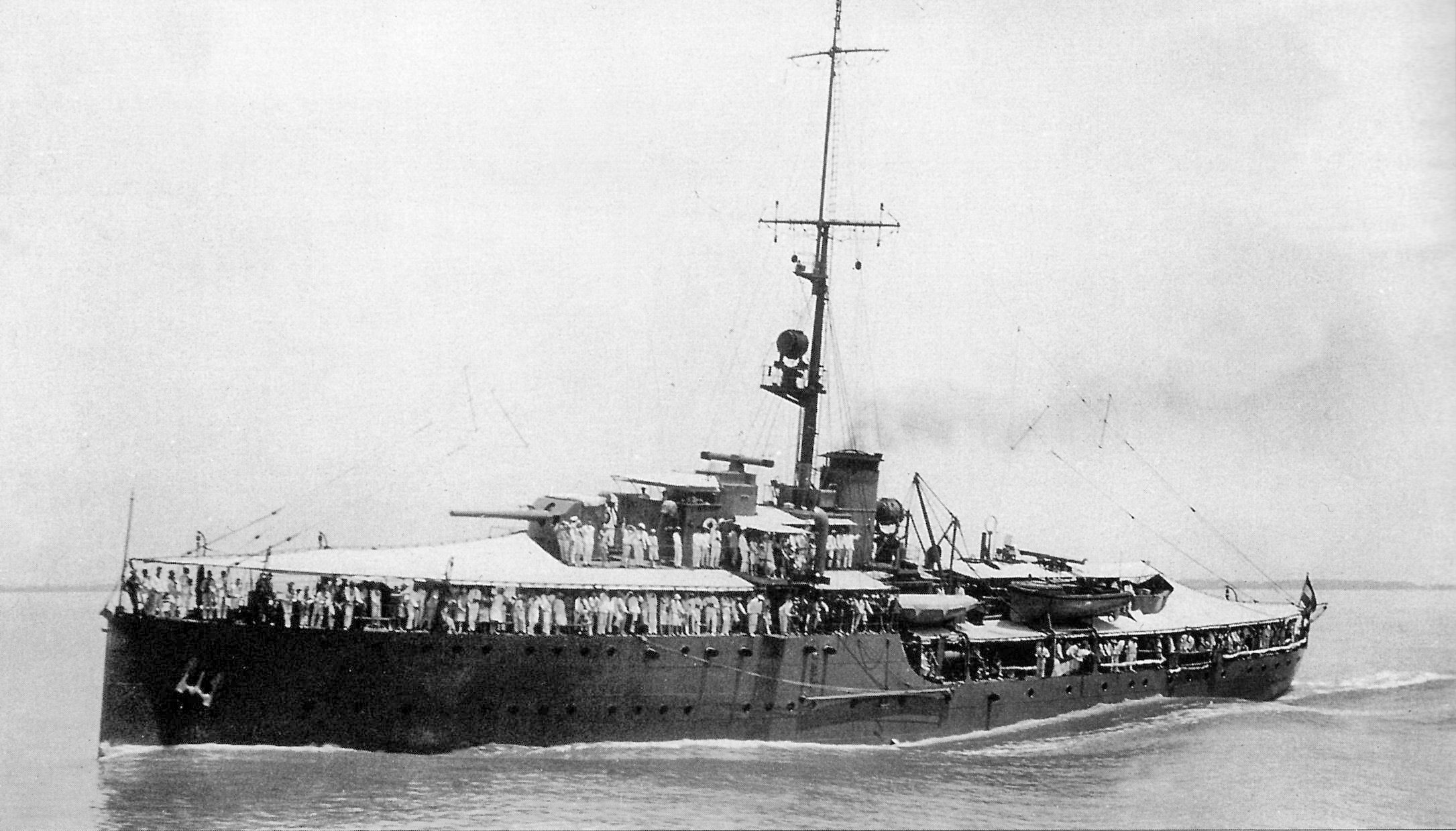
Hr Ms Soemba

Van Roons eerste actie was met een MTB waar onder de Nederlandse kust een Hollands vissersschip, dat voor de Duitsers spioneerde, tot zinken werd gebracht. 
Van Roon werd kanonlader op de Hr. Ms. Jacob van Heemskerck waarmee hij de slag in de Javazee meemaakte. Later werd hij ingescheept op de Hr. Ms. Soemba. Op 5 augustus 1943 werd de Soemba, vanaf de Siciliaanse kust, door de Duitsers onder vuur wordt genomen. Door een voltreffer op de brug sneuvelde commandant overste Sterkenburg. Hugo van Roon en zijn Scheveningse maat Dik van der Toorn en twee andere mariniers kregen de opdracht de commandant te begraven op de geallieerde begraafplaats Augusta. https://www.allesoverscheveningen.nl/verhalen/view-verhaal.php?id=8 Op 6 juni 1944 maakte Hugo van Roon met de Soemba de invasie in Normandië, Operatie Overlord mee. 

## Na de oorlog
In 2004 verschenen de audioverhalen van Hugo van Roon en Krijn Kleijn op een dubbel-cd gezet. Het eerste exemplaar werd door burgemeester Deetman in het Verzorgingshuis Het Uiterjoon overhandigd aan de weduwe van Engelandvaarder Jacob Vrolijk. De presentatie is gefilmd door Jaap de Reus de zoon van Engelandvaarder Jacob de Reus. https://www.scheveningen-haven.nl/filmpjes/engelandvaarders.mp4 (ISBN 9789081544245)

## Boeken
Audioverhalen van de Engelandvaarders Hugo van Roon https://www.allesoverscheveningen.nl/verhalen/view-verhaal.php?id=81 en Krijn Kleijn https://www.allesoverscheveningen.nl/verhalen/view-verhaal.php?id=82 Karel Kulk (2005) ISBN 9789081544221
- Scheveningen Sperrgebiet Piet Spaans (1983) ISBN 90-800037-1-9. De zeven veren van de adelaar.